# Gilman (Illinois)
Pour les articles homonymes, voir Gilman.
Gilman est une ville du comté d'Iroquois, en Illinois, aux États-Unis. Elle est incorporéele 30 juillet 1874,. Lors du recensement de 2010, la ville comptait une population de 1 814 habitants.

## Source de la traduction
- (en) Cet article est partiellement ou en totalité issu de l’article de Wikipédia en anglais intitulé « Gilman, Illinois » (voir la liste des auteurs).